# 프레데리크 바이스
프레데리크 장 상토 바이스(프랑스어: Frédéric Jean Santo Weis, 1977년 6월 22일~)는 프랑스의 농구 선수로 선수 시절 포지션은 센터이다. 프랑스 농구 국가대표팀의 일원으로 2000년 하계 올림픽 은메달을 획득했다.